# Charles Sacleux
Charles Joseph Sacleux, CSSp (1856–1943) est un missionnaire et linguiste catholique français. Il est également connu comme botaniste, ayant collecté un herbier de plus de 2 000 plantes en Afrique de l'Est et à Zanzibar.

## Biographie
Charles Sacleux naît le 5 juillet 1856 à Enquin, (Pas-de-Calais), deuxième des trois fils d'Auguste Sacleux, débitant de tabac, décédé alors qu'il avait cinq ans, et de son épouse, Marie Firmine Bayart,. Charles entre au petit séminaire d'Arras en 1869 avant de passer un an au grand séminaire à partir de 1874. Il rejoint les Pères du Saint-Esprit en 1875 et est ordonné prêtre en 1878.
Charles Sacleux se rend à Zanzibar en 1879 et est affecté à Bagamoyo où il se lance dans l'étude approfondie du swahili. Il passe près de vingt ans sur la côte est-africaine. Son œuvre sur le swahili est remarquable car elle est l'une des rares existant sur cette langue avant sa standardisation et l'influence ultérieure de l'anglais.
Au cours de ses voyages en Afrique de l’est, son intérêt pour la botanique l’amène à récolter et étudier divers végétaux, et à constituer des herbiers de toutes sortes.
En 1898, il revient en France et occupe un poste d'enseignant à Chevilly. Il décède à Grasse le 16 mai 1943.
En 1890, le botaniste Henri Ernest Baillon publie Sacleuxia, un genre de plantes à fleurs du Kenya et de Tanzanie, de la famille des Apocynaceae, nommé en l'honneur de Charles Sacleux.
L'index international des noms de plantes en recense dix-sept publiés par Charles Sacleux.

## Distinctions
- 1908 :  Officier d'Académie[8]
- 1910 : Prix Volney de la Société de linguistique de Paris pour son ouvrage Grammaire des dialectes Swahilis[9]
- 1930 : Prix Gandoger décerné par la Société botanique de France[5]
- 1937 :  Chevalier de la Légion d'honneur[1]

## Ouvrages
- Essai de phonétique avec son application à l'étude des idiomes (1905).
- Charles Sacleux, Grammaire des dialectes Swahilis, Paris, Procure des PP. du Saint-Esprit, 1909, 335 p. (OCLC 973238550, BNF 46008059, lire en ligne).
- Dictionnaire swahili-français (1939).
- Son dictionnaire de la langue comorienne a été publié en 1979 en deux volumes par Mohamed Ahmed Chamanga et Noël Jacques Gueunier[10].